# Andreas Geremia

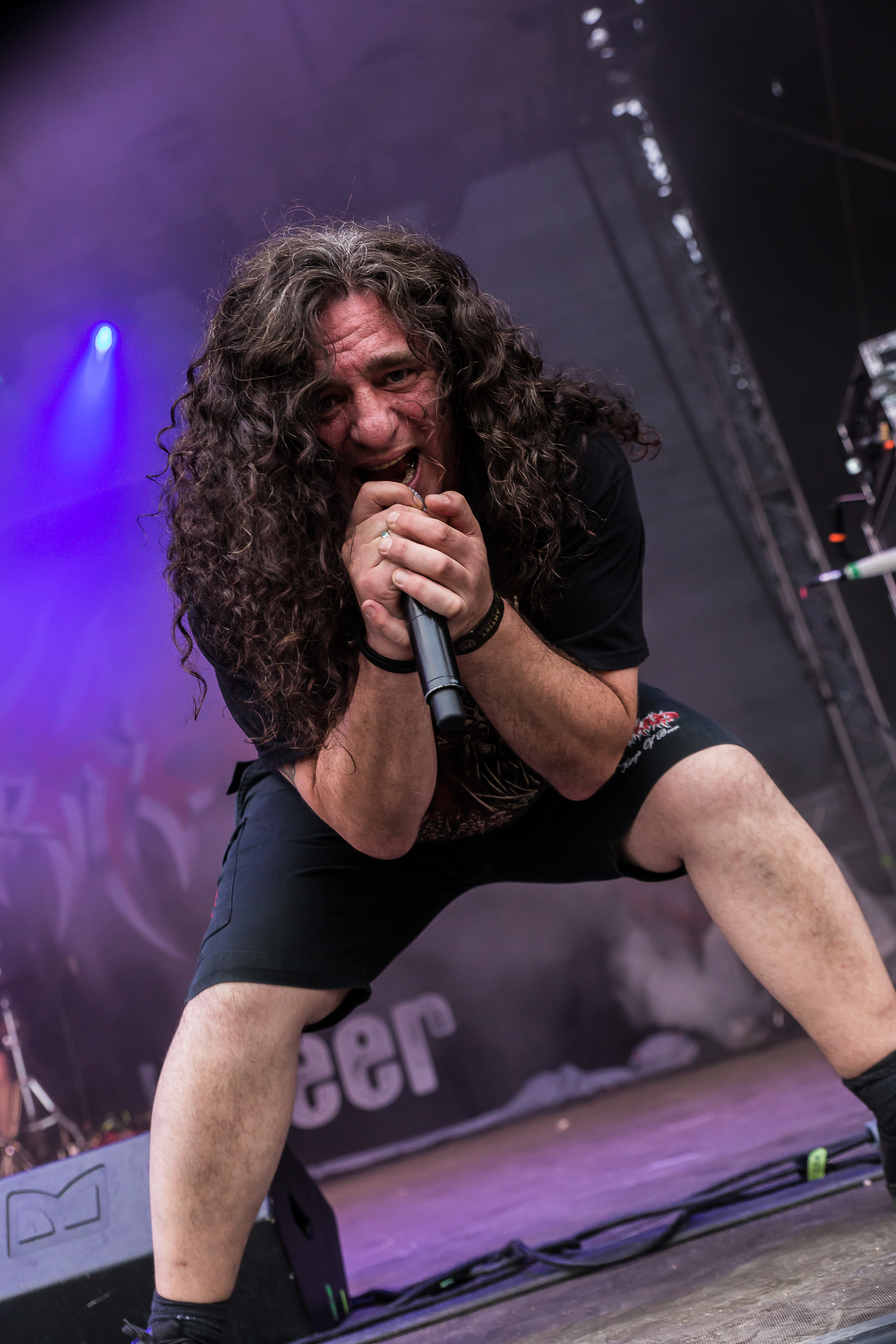
Andreas Geremia (2018)

Andreas Fritz Johannes Geremia, auch bekannt unter seinem Spitznamen Gerre (* 13. Mai 1967 in Frankfurt am Main) ist ein deutscher Sänger. Geremia ist Mitglied der Thrash-Metal-Band Tankard.

## Leben
Der Sohn eines italienischen Vaters und einer deutschen Mutter besuchte das Goethe-Gymnasium, wo er das Abitur machte. Mit vier Mitschülern gründete Geremia im Jahre 1982 die Band Vortex, wo er zunächst den Bass spielen sollte. Schließlich wurde er Sänger, während Frank Thorwarth den Bass übernahm. Aus Vortex wurde zunächst Avenger und schließlich Tankard. Mit Tankard veröffentlichte Geremia 18 Studioalben. Dazu kommen zwei Alben mit Coverversionen, die die Band unter dem Namen Tankwart eingespielt hat.
Im Jahre 1995 nahm Geremia an dem X-Mas Project teil, bei dem bekannte Weihnachtslieder im Metalgewand gespielt wurden. Zehn Jahre später trat er als Gastmusiker auf dem Album Sometimes They Come Back… to Mosh der schwedischen Metal-Band F.K.Ü. auf. Im Jahre 2010 sang Geremia das Lied Militia of Beer für die Band Evil One ein. 2012 nahm Geremia mit Bobby Schottkowski den gemeinsamen Song Die Zwei von der Tanke auf, der auf der Rock-Hard-CD in der Jubiläumsausgabe 300 veröffentlicht und auf dem Rock Hard Festival live gespielt wurde, mit Waldemar Sorychta an der Gitarre. Letzterer schrieb auch die Musik. Den Grundstein für den Text steuerte Nadja Herten bei.
Mit Tankard war Geremia Anfang 1991 in der ZDF-Krimiserie Ein Fall für zwei zu sehen. Im gleichen Jahr trat Geremia als Statist in der ARD-Serie Lindenstraße auf. Seit 2007 moderiert Geremia gemeinsam mit dem ehemaligen Sodom-Schlagzeuger Bobby Schottkowski die Rock Guerilla-TV-DVDs des Magazins Rock Hard. Im Frühjahr 2011 waren die beiden Musiker in drei Folgen der ARD-Telenovela Sturm der Liebe zu sehen.
Hauptberuflich arbeitet Geremia als Sozialarbeiter in Frankfurt und betreut in einem Drogenkonsumraum Abhängige. Neben der Band und seinem Hauptberuf organisiert der Eintracht-Frankfurt-Anhänger Auswärtsfahrten für Fans und tritt gelegentlich als DJ auf. Mitte der 1990er Jahre wirkte er als Manager der hessischen Punk-Band Doppelbock. Im Jahre 2010 sorgte Geremia für Schlagzeilen, als er innerhalb weniger Monate 64 Kilogramm abnahm.

## Diskografie
siehe Tankard#Diskografie
Als Bobby & Gerre:
2012: Die Zwei von der Tanke (Song)

### X-Mas Project
- X-Mas Project Vol. II (1995)

### Gastauftritte und andere Arbeite
- Doppelbock – Elvis War Mein Bruder... (1993) – Management
- Doppelbock – Helden Der Nation (1994) – Management, Buchung [Konzertbuchung]
- Navidad Metalica – Self-titled album (1998) – Gesang an „Alle Jahre Wieder“, „Stille Nacht, Heilige Nacht“ und „Oh Tannenbaum“
- Confessions of Obscurity, Outcast, Immersed in Blood – Sweets for My Sweet, Chapter 1 (2000) – Gesang an „Incubator“, „Total Retaliation“, „No Reason“, „Annihilate All Hope“ und „My Own Demise“
- Freezebee – Rockmachine (2004) – Gesang an „Everything“
- F.K.Ü. – Sometimes They Come Back... to Mosh (2005) – Gesprochenes Wort auf Zombie Attack (Tankard Cover) und Disciples of the Mosh
- Nuclear Warfare – We Come in Peace (2006) – (Hintergrundgesang)
- Longobardeath – Polenta violenta!!! (2007) – Gesang an „Bira chi!!!!“
- Burden of Grief – Cover the Flames (Follow the Flames) (2010) – Gesang an „The Four Horsemen (Metallica Cover)“ und „Valhalla (Blind Guardian Cover)“
- Evil One – Militia of Death (2010) – Gesang an „Militia of Beer“
- Fallen Fucking Angels – Italian Restaurant (2012) – Gesang an „Road Pigs on the Highway“
- Destruction – Spirtual Genocide (2012) – Gesang an „Legacy of the Past“
- Intoxxxicated – V.I.O.L.E.N.C.E. (2012) – Gesang an „Speed and Beer“
- Story of Jade – Loony Bin (2015) – Gesang an „Blood Hangover“
- Paralysis – You Can’t Win (EP) (2016) – Gesang an „You Can't Win“
- Irreverance – Raise Chaos – Live in Milan (2016) – Gesang an „(Empty) Tankard (Tankard cover)“
- FB1964 – Störtebeker (2017) – Gesang an „Störtebeker“
- Fleischwolf – Self-titled album (2017) – Gesang an „Durstig“
- Odium – The Early Years 1993-1998 (2018) – Hintergrundgesang an „Chronic Madness“
- Korpiklaani – Kulkija (Tour Edition) (2019) – Gesang an „Bier Bier“
- Night Laser – Power to Power (2020) – Gesang an „Street King“
- Sapiency – For Those Who Never Rest (2020) – Gesang an „Like Yourself“
- Hammer King – Self-titled album (2021) – Gesang an „Hammerschlag“
- 4Nothying – Indarkerla (EP) (2022) – Gesang an "Bite the Bullet (Motörhead-Cover)
- Quasimodo – Cancer City (2022) – Gesang an „Pride is Gone“
- Sublind – The Cenosillicaphobic Sessions (2023) – Gesang an „Cenosillicaphobia“
- Holy Moses – Invisible Friends (Invisible Queen) (2023) – Gesang an „Forces Great and Hidden“
- Corrosive – Wrath of the Witch (2023) – Gesang an „Silver of Pleasure“
- Autopsya – All you need is beer (Single) (2024) – Gesang an "All you need is beer"